# Rhexia virginica
Rhexia virginica, denominada Harry guapo, belleza del prado y hierba de ciervo , es una especie de planta de flor de la familia Melastomataceae. Es nativa de gran parte del este de América del Norte, y a menudo crece en suelos húmedos y ácidos de praderas y espacios abiertos.
Es una hierba perenne, que alcanza unos 30 cm de altura, y que es fácil de identificar por sus tallos angulados distintivos. Sus flores son de un color rosado-violáceo, y se polinizan mediante insectos.
Sus hojas son comestibles.